# Країни з надвисоким біорізноманіттям

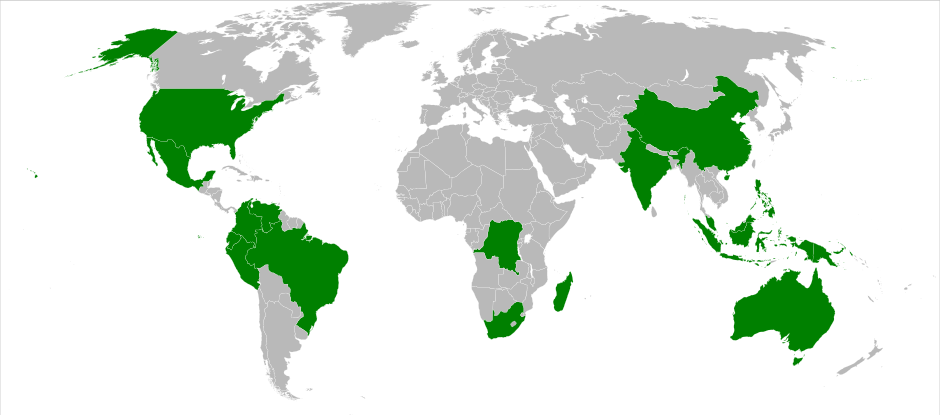
17 країн, ідентифікованих Conservation International як такі, що мають надвисоке біорізноманіття

Країни з надвисоким біорізноманіттям — група країн, які надають прихисток більшості земних видів і тому розглядаються як надзвичайно біорізноманітні. Conservation International в 1998 році ідентифікував 17 таких країн. Усі вони розташовані цілком або частково в  тропічних або субтропічних регіонах.
У 2002 р. Мексика сформувала окрему організацію, що мала об'єднувати однаково Мислячі Країни Мегарізноманітності, складаючись з країн з подібними підходами до біологічній різноманітності і традиційних знань. Ця організація не включає усі megadiverse країни, як ідентифіковано Conservation International.
В алфавітному (латинському) порядку представлено 17 мегарізноманітних країн:
- Австралія
- Бразилія
- КНР
- Колумбія
- ДР Конго
- Еквадор
- Індія
- Індонезія
- Мадагаскар
- Малайзія
- Мексика
- Папуа Нова Гвінея
- Перу
- Філіппіни
- ПАР
- США
- Венесуела

## Канкунська ініціатива і декларація однаково мислячих мегарізноманітних країн
18 лютого 2002 р. Міністри охорони довкілля і Делегати від таких країн, як Бразилія, Колумбія, Коста-Рика, Індія, Індонезія, Кенія, Мексика, Перу, Китай, Філіппіни, Південна Африка і Венесуела зібралися у мексиканському місті Канкун. Ці країни оголосили, що утворюють Групу однаково Мислячих Країн Мегарізноманітності як механізм для консультацій і співпраці таким чином, щоб могли просуватися їхні інтереси і пріоритети, які мають відношення до збереження і тривалого використання біологічної різноманітності. Вони також оголосили, що вони звернуться до тих країн, які не стали Учасниками Конвенції про біологічну різноманітність, Картагенського протоколу на біологічній безпеці і  Кіотського протоколу щодо змін клімату, щоб вони стали учасниками цих договорів.
Нижче наведено список діючих країн цієї організації в алфавітному (латинському) порядку:
| - Болівія - Бразилія - Канада - КНР - Колумбія - Коста-Рика | - ДР Конго - Еквадор - Індія - Індонезія - Кенія - Мадагаскар | - Малайзія - Мексика - Перу - Філіппіни - ПАР - США - Венесуела |